# Geron kerzhneri
Geron kerzhneri är en tvåvingeart som beskrevs av Zaitzev 1975. Geron kerzhneri ingår i släktet Geron och familjen svävflugor.
Artens utbredningsområde är Mongoliet. Inga underarter finns listade i Catalogue of Life.